# Международное общество исследования интеллекта
Международное общество исследования интеллекта (англ. International Society for Intelligence Research, ISIR) — научное общество исследователей человеческого интеллекта. Оно было основано Дугласом К. Деттерманом из Кейс-Вестерн-Резерв университета в 2000 году.
Общество выступает за постоянную поддержку научных исследований когнитивных способностей, поддержку молодых исследователей, пропаганду интеллекта, студенческих стипендий и проведение ежегодной конференции. В статье журнала New Statesman за 2018 год два редактора журнала Intelligence названы «евгениками», а также утверждается, что на конференциях ISIR выступают докладчики, которые являются частью «проникновения евгеников в мейнстримную академическую среду». 
До 2023 года журналом общества был Intelligence. С появлением дополнительных журналов, посвящённых данной теме, рекомендовать какой-то один журнал стало нецелесообразно.

## Президенты
Президенты общества:
- 2010 – Дуглас К. Деттерман[англ.]
- 2011 – Эрл Б. Хант[англ.]
- 2012 – Линда Готтфредсон
- 2013 – Дэвид Любински[англ.]
- 2014 – Алёша К. Нойбауэр
- 2015 – Майкл Макдэниел[англ.]
- 2016 – Ричард Дж. Хайер[англ.]
- 2017 – Тимоти Бейтс[англ.]
- 2018 – Уильям Ревелл[англ.]
- 2019–2020 – Рекс Юнг[англ.]
- 2021–2023 – Розалинд Ардерн
- 2024 – Томас Койл